# Carruanthus peersii
Carruanthus peersii är en isörtsväxtart som beskrevs av L. Bol. Carruanthus peersii ingår i släktet Carruanthus och familjen isörtsväxter. Inga underarter finns listade i Catalogue of Life.